# U-Bahn-Station Seestadt
Die U-Bahn-Station Seestadt ist die östlichste Station der Wiener U-Bahn-Linie U2 im 22. Bezirk, Donaustadt. Sie ist Teil der vierten Ausbaustufe der Wiener U-Bahn und wurde im Zuge der Verlängerung der Linie U2 von der Aspernstraße zur Seestadt Aspern am 5. Oktober 2013 eröffnet. Sie ist neben der U-Bahn-Station Aspern Nord die zweite Station in der Seestadt.
Die Station liegt inmitten der in Bau befindlichen (und 2013 rund um die Station noch nicht bestehenden) Seestadt Aspern und überspannt den dort angelegten Asperner See. Sie liegt in einfacher Hochlage und verfügt über einen komplett eingehausten Mittelbahnsteig und Abgänge zu beiden Ufern des Sees. Im südlichen Anschluss an die Endstation wurden bei der Ada-Lovelace-Straße eine viergleisige Wendeanlage sowie eine Abstell- und Revisionshalle für sechs Langzüge gebaut. Erstmals in der Geschichte des Wiener U-Bahn-Baus wurden diese Anlagen in Hochlage als Überbauung eines Brückentragwerkes errichtet. Am südlichen Zugang befindet sich an der Seestadtstraße ein Busbahnhof, von dem Stadtbusse nach Essling und in die südwestliche Seestadt fahren. Das Umfeld des nördlichen Zugangs wird aktuell bebaut.

## Bilder

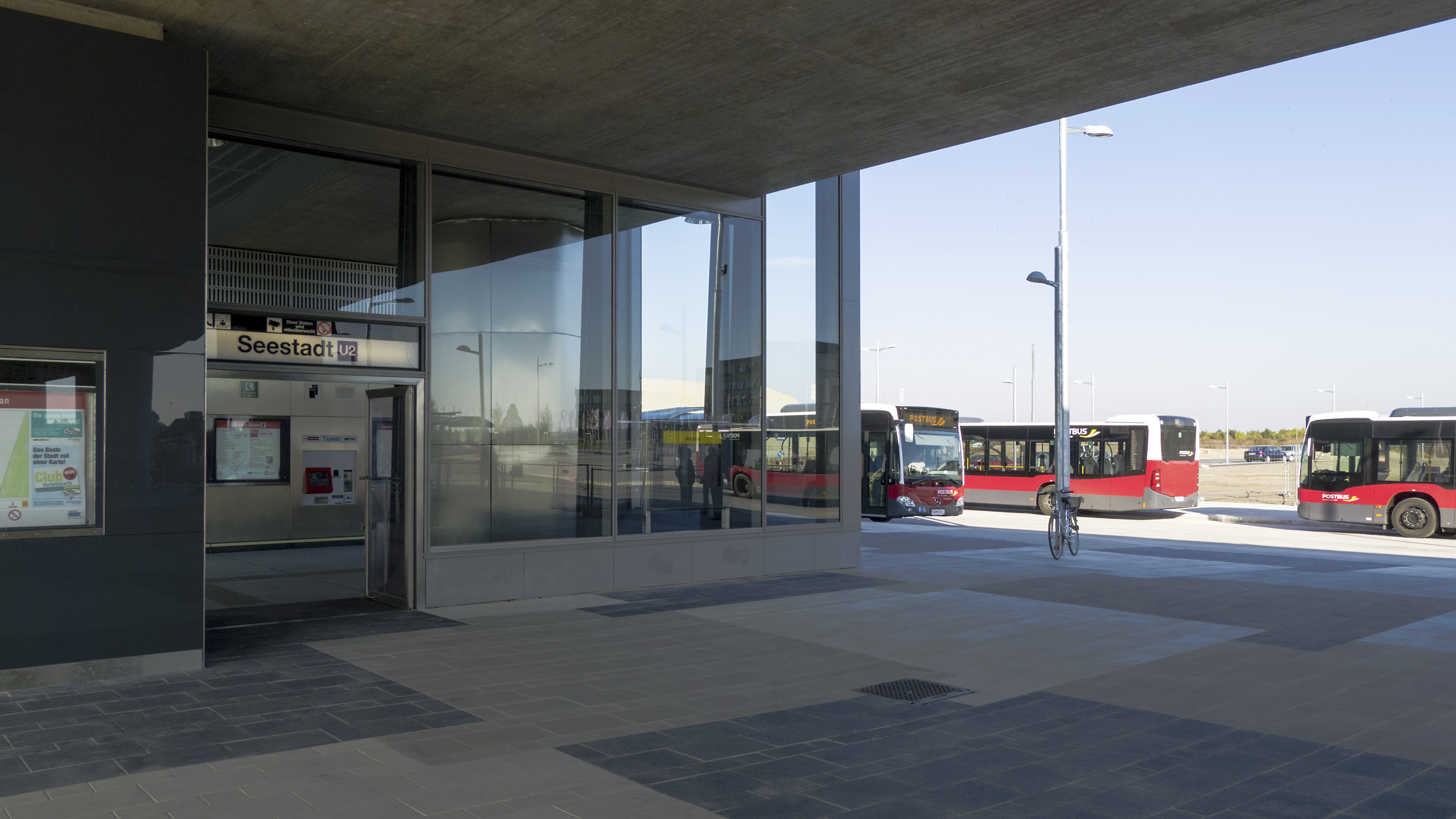
Südteil, Ausgang Seestadt
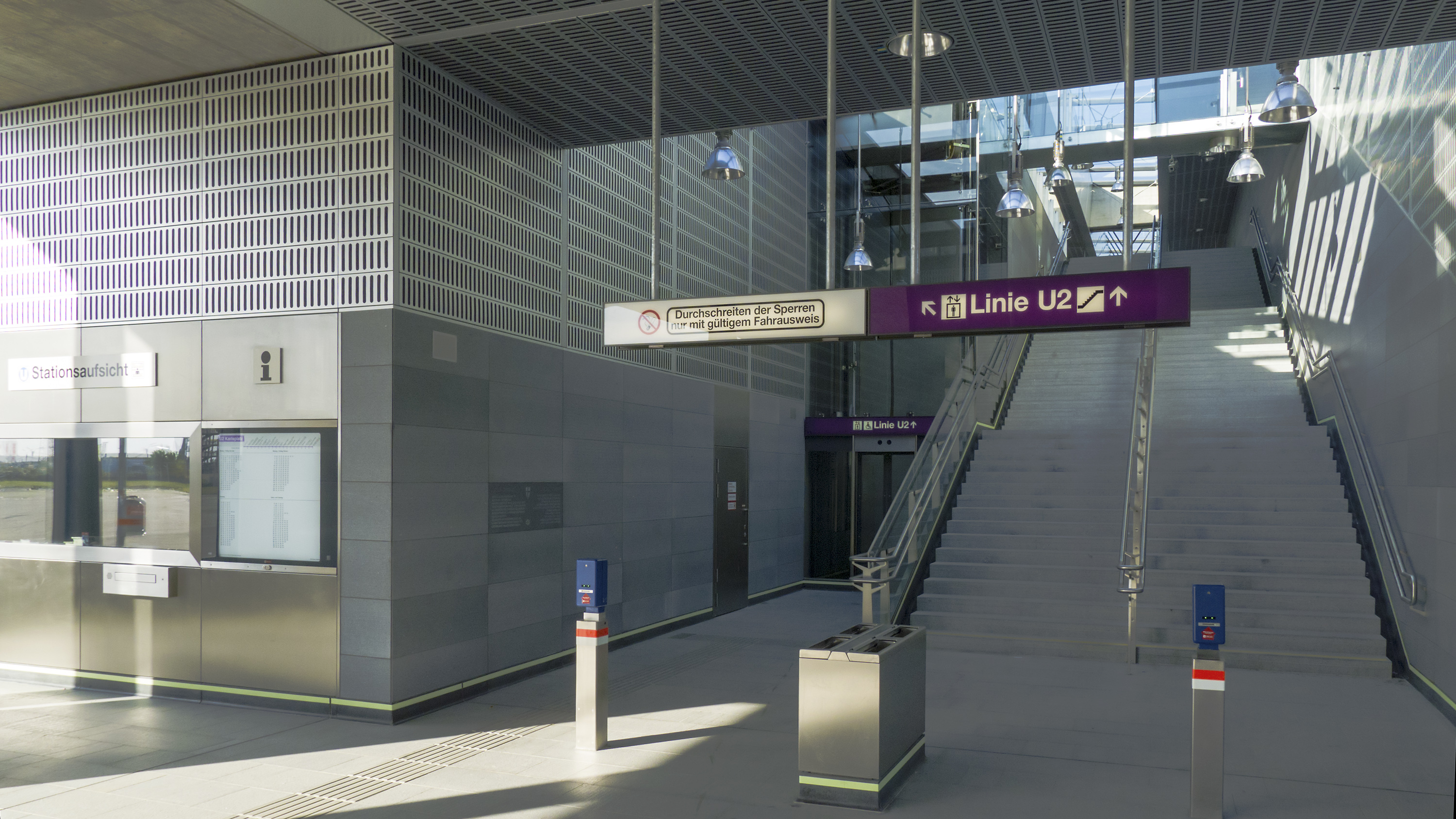
Südteil, Innenansicht
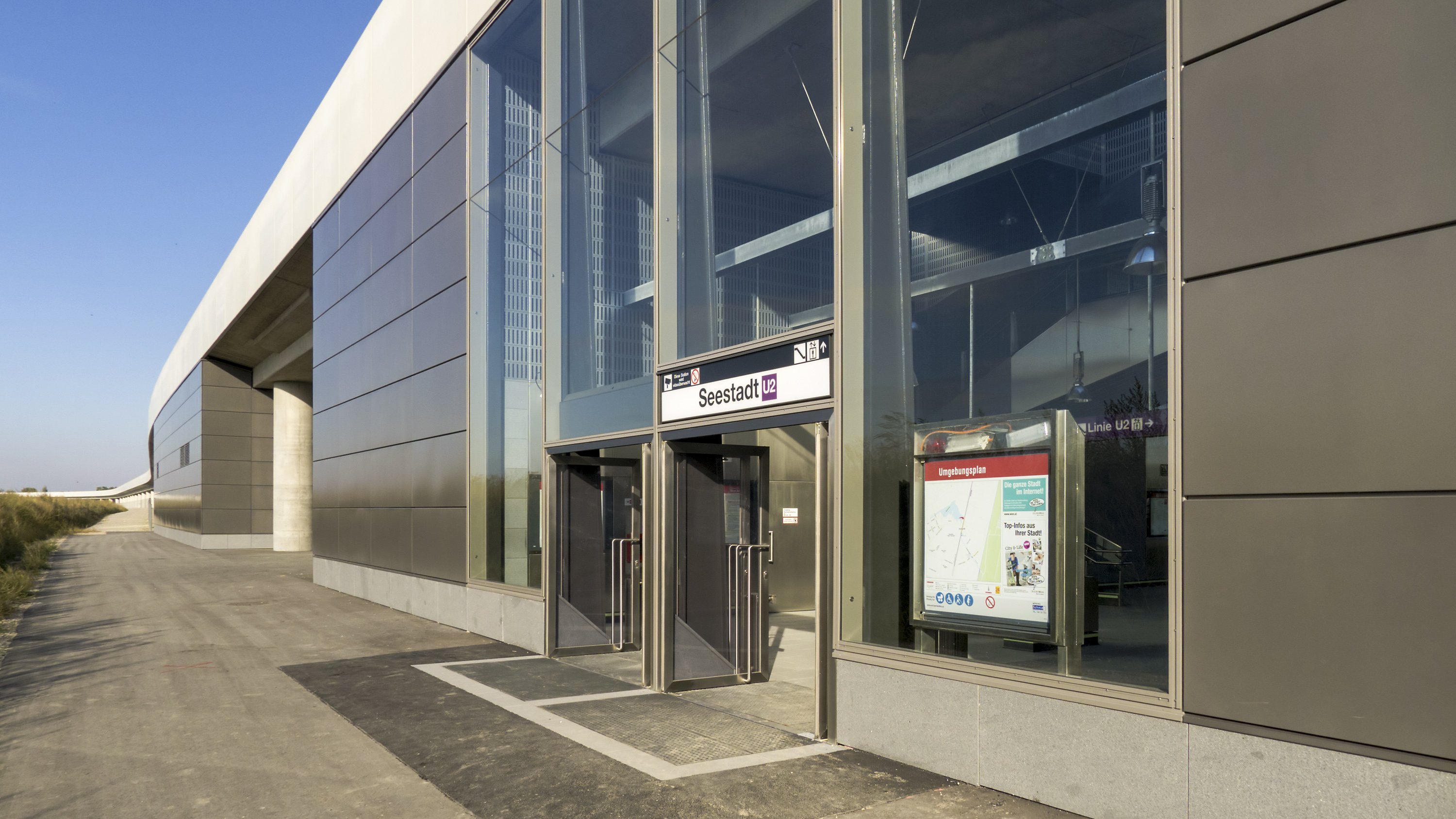
Nordteil, Ausgang Seestadt Promenade
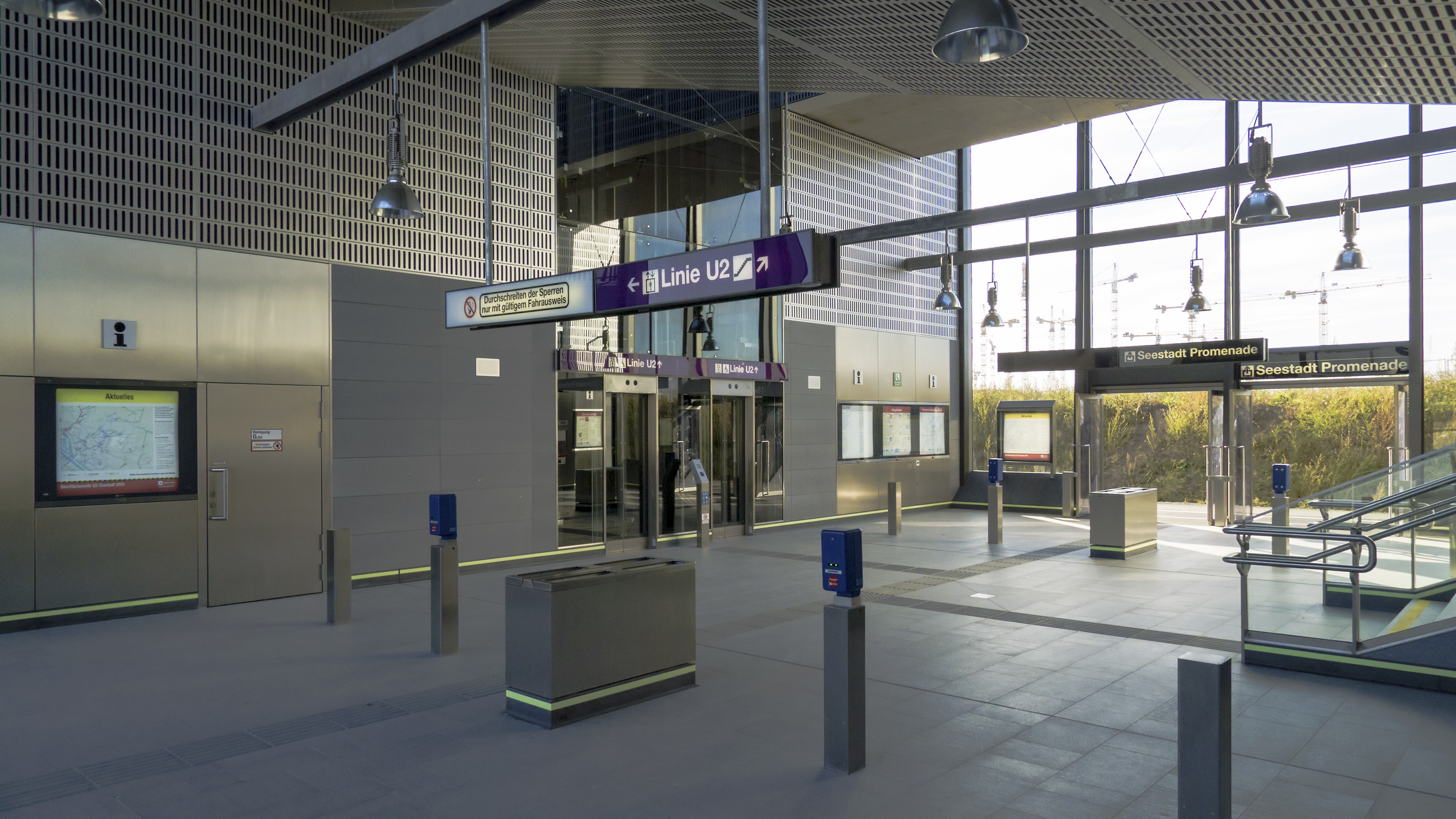
Nordteil, Innenansicht
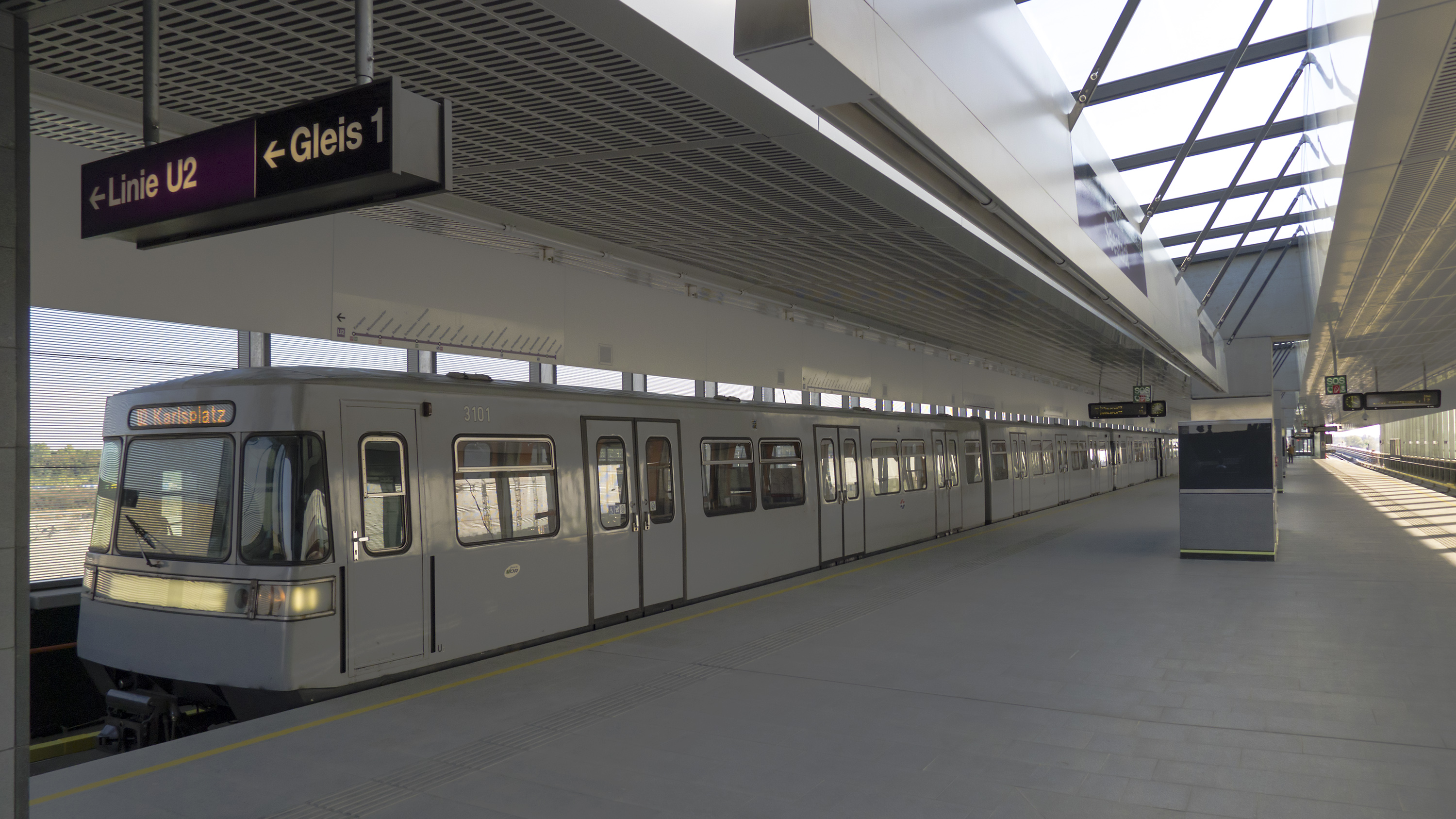
Bahnsteig
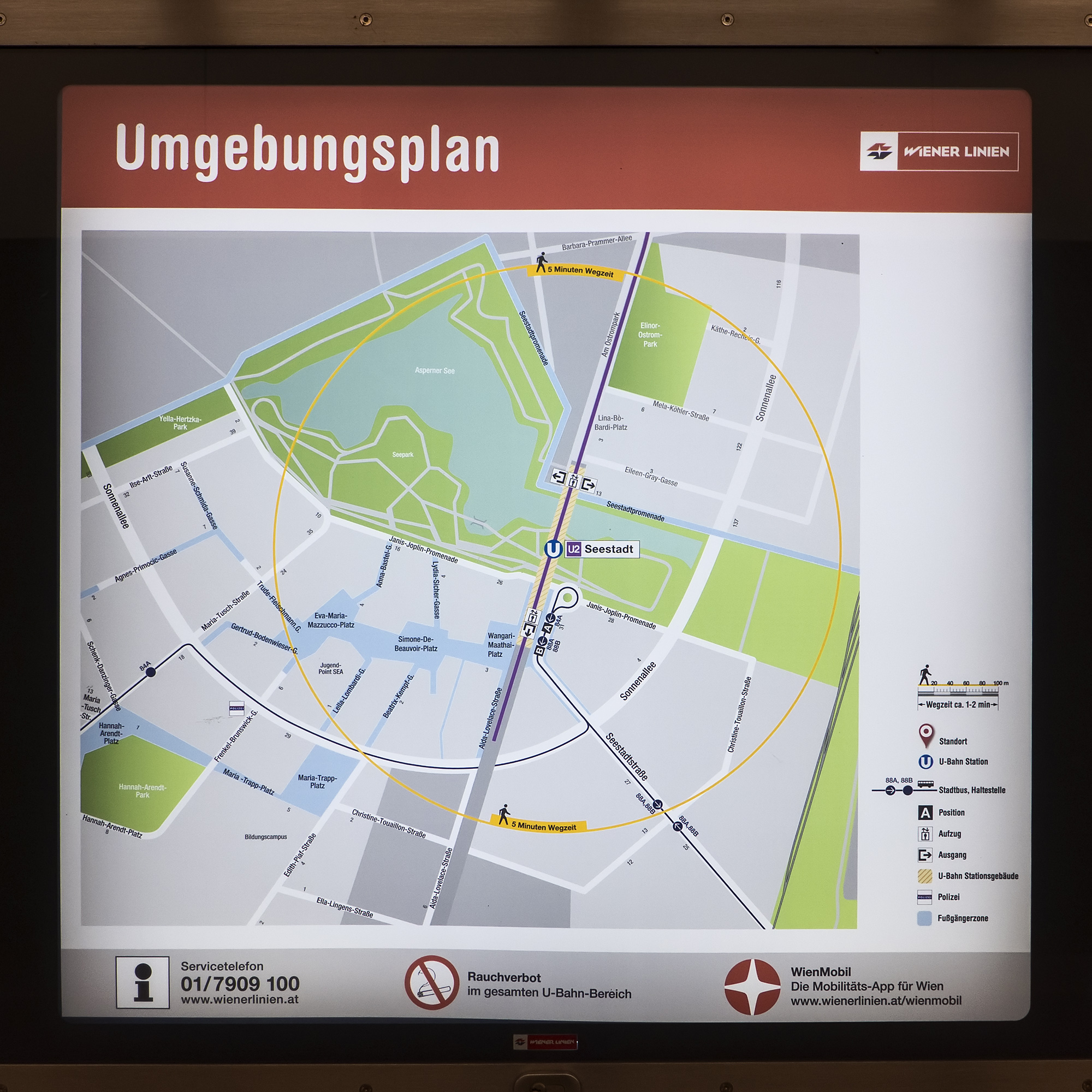
Umgebungsplan